# Філатов Сергій Олександрович
Сергій Олександрович Філатов (* 10 липня 1936, Москва, РРФСР — 25 серпня 2023) — російський державний, політичний і громадський діяч, Президент російського некомерційного Фонду соціально-економічних та інтелектуальних програм.

## Життєпис
Народився в сім'ї поета. В 1964 році закінчив МЕІ, кандидат технічних наук. Працював на Московському металургійному заводі «Серп і молот», на металургійному заводі ім. Хосе Марті на Кубі. Був завідувачем лабораторією, з 1986 року — завідувач відділом систем управління в Всесоюзному науково-дослідному і проектно-конструкторському інституті металургійного машинобудування імені А. І. Целікова.
В 1990 році був обраний народним депутатом Російської Федерації, членом Ради Республіки Верховної Ради Російської Федерації, був членом Комітету Верховної Ради зі свободи совісті, віросповідань, милосердя і добродійності, членом Комітету з питань економічної реформи і власності. З січня по листопад 1991 року — Секретар Президії Верховної Ради Російської Федерації. З листопада 1991 року — перший заступник Голови Верховної Ради Російської Федерації та член Президії Верховної Ради Російської Федерації.
У серпні 1991 року під час ГКЧП очолював депутатський штаб оборони «Білого дому» у Москві.
З квітня 1992 року — Постійний член Ради Безпеки Російської Федерації (за посадою). В 1993–1996 — керівник Адміністрації Президента Російської Федерації, голова експертно-аналітичної ради при президенті РФ, голова комісії при Президентові РФ з державних премій в галузі літератури і мистецтва.
Член СЖР. Голова Спілки письменників Москви. Співголова Громадської науково-консультативної ради при ЦВК Росії (з 2010 р.).

## Громадянська позиція
У березні 2014 року, після російської інтервенції в Україну, разом з рядом інших відомих діячів науки і культури Росії висловив свою незгоду з політикою російської влади в Криму. Свою позицію вони виклали у відкритому листі.